# Cleaner
Cleaner is een Amerikaanse thriller uit 2007 onder regie van Renny Harlin.

## Verhaal
De alleenstaande vader Tom Cutler woont samen met zijn dochter Rose en heeft sinds de dood van haar moeder weinig behoefte aan een nieuwe partner. Hij bestiert samen met zijn werknemer Miguel een gespecialiseerd schoonmaakbedrijfje. Het richt zich op het schoonmaken van plaatsen waar iemand overleden is, met name door geweldsdelicten. In plaats van dat nabestaanden het zelf hoeven te doen, kunnen ze Cutler inschakelen om de plaats van overlijden te ontdoen van bloed, ontbindingsstoffen en dergelijke. Als voormalig agent heeft hij een goed contact met de politie, die hem regelmatig voor klusjes inhuurt.
Op een dag krijgt Cutler een klus om schoon te maken in een huis waar de bank en muur besmeurd zijn met de resten van een dodelijke schietpartij. Omdat er niemand aanwezig is wanneer hij zijn werk doet, komt hij de volgende dag terug om de rekening aan te bieden. De vrouw des huizes, Ann Norcut heeft alleen geen idee van wie hij is of wat hij komt doen. Ze heeft nooit opdracht gegeven om schoon te maken in haar huis en heeft ook geen idee dat dit gebeurd is. Cutler krijgt het vermoeden dat hij gebruikt is voor een smerig zaakje en doet er het zwijgen toe. Echter aangezien Norcuts echtgenoot vermist is, zoekt zij Cutler vervolgens op om meer te weten te komen over waar hij voor kwam.

## Rolverdeling
- Samuel L. Jackson: Tom Cutler
- Keke Palmer: Rose
- Jose Pablo Cantillo: Miguel
- Eva Mendes: Ann Norcut
- Ed Harris: Eddie Lorenzo
- Luis Guzmán: Rechercheur Jim Vargas
- Edrick Browne: Rechercheur Darrin Harris
- Robert Forster: Arlo Grange
- Christa Campbell: Beth Jensen